# Khirbat al-Minya
Khirbat al-Minya (arabisch خربة المنية, DMG Ḫirbat al-Minya), auch Ayn Minyat Hisham oder Horvat Minnim, war eine umayyadische Palastanlage nahe dem Ort Tabgha am nordwestlichen Ufer des Sees Genezareth im Norden Israels. Das heute nur als Ruine erhaltene Wüstenschloss besaß eine Außenmauer mit Türmen, die an ein römisches Militärlager erinnerte, sowie eine luxuriöse Innenausstattung. Dazu zählten eine palasteigene Moschee und eine Badeanlage. Khirbat al-Minya ist der einzige bekannte frühislamische Kalifenpalast auf israelischem Staatsgebiet. Erbaut wurde er unter dem Kalifen al-Walid I. oder dessen Nachfolger al-Walid II. aus der Dynastie der Umayyaden im frühen 8. Jahrhundert.

## Forschungsgeschichte
Seit der 2. Hälfte des 19. Jahrhunderts wird Khirbat al-Minya mit biblischen Orten, wie Kapernaum oder Bethsaida, dem Geburtsort von Petrus und anderen Aposteln, in Verbindung gebracht. Zwischen 1865 und 1911 gab es mehrere archäologische Prospektionen im Bereich der Ruinenstätte, welche ausschließlich mittelalterliche Funde erbrachten. 1911 begann unter der Leitung von Andreas Evaristus Mader die deutsche Görres-Gesellschaft mit der Erforschung der Palastanlage, die sich zunächst ebenfalls auf Oberflächenuntersuchungen beschränkte. Unglücklicherweise wurden im Jahre 1920 Steine der Ruine abgetragen und zum Straßenbau verwendet.
Mader interpretierte die Fundstelle aufgrund der umgebenden Verteidigungsmauer sowie der Eck- und Zwischentürme zunächst irrtümlich als römisches Militärlager. Da Mader weiterhin der Meinung war, Funde aus römischer und frühchristlicher Zeit nachgewiesen zu haben, organisierte die Gesellschaft 1932 die erste Grabungskampagne in Khirbat al-Minya, welches sich damals noch als durchschnittlich 4 Meter hohe und 300 × 200 Meter große Erhebung darstellte. Einige Mauerreste waren seinerzeit schon oberirdisch sichtbar. Während der Grabung unter Maders Leitung gelang es, im Westteil einen quadratischen Kuppelraum mit Mosaikboden sowie eine monumentale Toranlage im östlichen Abschnitt freizulegen. Weiterhin wurde die Umfassungsmauer der Palastanlage mit neun Türmen aufgedeckt. Auch nach Abschluss der ersten Grabungskampagne blieb Mader bei seiner Meinung, er habe hier ein römisches Kastell aus dem 1. bzw. 2. Jahrhundert vor sich.
Die zweite Grabungskampagne fand 1936 unter der Leitung des christlichen Archäologen Alfons Maria Schneider statt, da Mader noch im Verlauf des Jahres 1932 aus Gesundheitsgründen Palästina verlassen musste. Zunächst ließ Schneider Khirbat al-Minya neu vermessen. Die Aufnahme ergab eine Größe der Anlage von 67 × 73 Metern. Die anschließende Freilegung der Toranlage erbrachte zwei Portaltürme und einen quadratischen Kuppelraum mit reichem Architekturdekor. Weitere Grabungen an der Westmauer deckten unter anderem Mauerreste auf, die von Schneider hypothetisch zu zwei identischen Raumgruppen mit symmetrischer Gliederung aus einem Mittelraum mit flankierenden Zwei-Raum-Gruppen rekonstruiert wurden. Schneider ließ weiterhin die Innenseite der Südmauer untersuchen, allerdings stellte er hier keine weiteren Mauerreste fest. Dieses Ergebnis übertrug er ohne eine Kontrolle auch auf die Nordseite. Zudem fand man Reste der Hofpflasterung aus Basaltplatten. Aufgrund des fehlenden Verteidigungscharakters des Tores verwarf Schneider die Theorie des Kastells und identifizierte al-Minya als Palastanlage, die er aber weiterhin als vorislamisch in das 5. Jahrhundert einordnete.
Die dritte Kampagne der Görres-Gesellschaft fand im Jahr 1937 unter der Leitung von Oswin Puttrich-Reignard statt, der diese Aufgabe auch bis zur fünften Grabungskampagne innehatte. Puttrich-Reignard folgte bei seiner Nachforschung einer Theorie von Sir Keppel Archibald Cameron Creswell von der Universität Kairo, wonach es sich bei Khirbat al-Minya um einen umayyadischen Palast des 8./9. Jahrhunderts handelt. Die Entdeckung einer Moschee im Südteil des Residenzbaus bestätigte die These Creswells. Die Moschee hatte eine Größe von 13 × 20 Metern, mit einer Gebetsnische in der Südmauer. Insgesamt hatte die Moschee drei Zugänge, wovon einer im Norden und einer im Westen des Gebäudes lag, von wo aus der Zutritt aus dem Palastteil möglich war. Ein weiterer Zugang in der Außenmauer im Osten diente vermutlich Gläubigen, die außerhalb des Palastes lebten.
Dieser Befund sowie eine bereits 1936 geborgene Inschrift belegten den Bau der Anlage in umayyadischer Zeit (7./8. Jahrhundert). Dennoch vermied Puttrich-Reignard zu diesem Zeitpunkt noch eine Veröffentlichung dieser Datierung. Er ließ den von Schneider bereits im Vorjahr untersuchten südlichen Abschnitt erneut freilegen und stellte fest, dass dieser 1936 nicht tief genug gegraben hatte. Puttrich-Reignard entdeckte weitere Raumgruppen, die er als „Palastbezirk“ bezeichnete.
Nördlich der Moschee wurden bei der Grabung zwei Räume vorgefunden, in denen eine große Menge unverarbeiteter Tesserae gefunden wurde. Für Puttrich-Reignard handelte es sich dabei um eine Werkstatt. Er hielt diese Werkstatt für ein Indiz dafür, dass die Palastanlage nie vollendet wurde.
Puttrich-Reignards Vorgänger Alfons Maria Schneider fühlte sich durch die Neudatierung und durch die Nichtvollendungstheorie provoziert und versuchte, seine im Vorjahr aufgestellte These mit den Ergebnissen der dritten Kampagne zu vereinbaren. In seiner Gegenrede vertrat Schneider die Ansicht, dass es sich bei Khirbat al-Minya um einen vorislamischen Palast handelt, bei dem nachträglich in umayyadischer Zeit eine Moschee eingebaut wurde. Er zog hierfür ein byzantinisches Straßenverzeichnis aus dem mittleren 7. Jahrhundert zurate, welches angeblich auf Khirbat al-Minya verwies.
Die vierte Grabungskampagne fand von 1937 bis ins Frühjahr 1938 statt, bei der etwa ein Viertel der Gesamtanlage freigelegt wurde. Weiterhin versuchte Puttrich-Reignard nun auch das Vorfeld zwischen dem See und der Palastanlage zu untersuchen, doch erschwerte der Grundwasserspiegel diese Arbeiten. Nach Konsultation des französischen Archäologen Daniel Schlumberger, der die Festung von Qasr al-Khayr al-Gharbi ergraben hatte, legte sich Puttrich-Reignard nun endgültig auf eine Datierung der Palastanlage in die umayyadische Epoche fest. Er ging davon aus, dass Khirbat al-Minya im 8. Jahrhundert als Winterpalast erbaut wurde und im 13./14. Jahrhundert eine weitere Nutzungsphase erfuhr, bevor die Anlage um 1400 zerstört wurde.
Trotz politischer Unruhen in Palästina fand die fünfte Grabungskampagne der Görres-Gesellschaft von Oktober 1938 bis Mai 1939 statt, bei der etwa die Hälfte der Palastanlage freigelegt wurde. Puttrich-Reignard zweifelte weiterhin Alfons Maria Schneiders Interpretation der Grabungsergebnisse der zweiten Kampagne an. In diese Diskussion schaltete sich Jean Sauvaget ein, der im westlichen Palastbezirk eine umayyadische Badeanlage vermutete. Die These von der Badeanlage konnte von Schneider aufgedeckte Unstimmigkeiten in dem von Puttrich-Reignard vorgelegten Grabungsplan erklären. Diese Frage sollte in der kommenden, für 1940 geplanten Grabungskampagne geklärt werden. Der Zweite Weltkrieg verhinderte jedoch weitere Untersuchungen der Görres-Gesellschaft. Nach Ende der fünften Grabungskampagne wurde die Grabungsstätte mit Erde bedeckt. Pläne einer Rekonstruktion und einer Nachnutzung von Khirbat al-Minya konnten nicht mehr umgesetzt werden. Oswin Puttrich-Reignard fiel 1942 an der Ostfront.
Ein amerikanisch-israelisches Forschungsteam unter der Leitung von Oleg Grabar führte im Sommer 1959 die sechste Grabungskampagne in der Palastanlage durch.
Im Fokus dieser Untersuchung stand der Westtrakt des Wüstenschlosses. Die von Sauvaget postulierte Badeanlage konnte Grabar jedoch nicht nachweisen. Grabar konnte den Grundriss der Anlage ergänzen und weitere Mosaike freilegen. Weiterhin konnte Grabar drei nach-umayyadische Siedlungshorizonte, die schon Schneider und Puttrich-Reignard beobachtet hatten, stratigraphisch nachweisen: eine mamlukische Phase im 13./14. Jahrhundert sowie zwei osmanische Phasen aus der Zeit des 17. und 19. Jahrhunderts.
Zwischen 1959 und 2005 fanden keine weiteren Ausgrabungen statt, womit der Hof und Bereiche des Westtraktes in der architektonischen Gliederung der Anlage ungeklärt blieben. In den 1990ern wurde der Bau Surveys durch Markus Ritter und Gisela Helmecke unterzogen. Sie fanden verwilderte und mit Palmen überwachsene Ruinen sowie die nach wie vor mit Sand überdeckten Mosaikböden vor.
Die wissenschaftliche Auswertung der bis dahin stattgefundenen Grabungskampagnen begann an der Universität Bamberg, als Markus Ritter in einer Magisterarbeit 1994 einen Teil der Funde des Baudekors des umayyadischen Palastes aufarbeitete, die teils im Rockefeller Museum in Jerusalem und im Museum für Islamische Kunst (Berlin) aufbewahrt sind und sich zu geringem Teil am Bau befanden. 2012 legte er eine neue Bewertung der Marmorreliefplatten vor. Sie waren bis dahin für christliche Spolien gehalten worden, doch lässt sich zeigen, dass sie im frühislamischen Palast verwendet, überarbeitet und durch neue, frühislamisch zu datierende Reliefplatten ergänzt wurden. In einer Buchmonographie zu Bau und Baudekor der Palastanlage von 2017 dokumentiert und untersucht er vergleichend sämtliche Funde des vielfältigen und reichen Dekors, beschreibt den Befund der Architektur und diskutiert schriftliche Quellen und die Datierungsanhalte. Franziska Bloch arbeitete in einer Magisterarbeit 1998 die Funde unglasierter Keramik aus den Grabungen anhand der Stücke auf, die sich in Berlin befinden, und veröffentlichte die Ergebnisse 2006. Anja Dreiser untersuchte 2006 in einer Magisterarbeit die Funde an Sgraffito- und Champlevé-Keramik aus den Grabungen und veröffentlichte sie 2011.
2005 unternahmen Myriam Rosen-Ayalon und Katia Cytryn-Silverman erneut archäologische Untersuchungen am Bau. Sie untersuchten den Hof an der Ostseite und Bereiche im Westtrakt. 2015 begann Hans-Peter Kuhnen von der Universität Mainz mit der Vorbereitung einer Wiederaufnahme der Grabungsarbeiten mit dem Ziel der weiteren Erforschung und Konservierung der Palastanlage. Die konservatorischen Maßnahmen werden mit Fördermitteln des Kulturerhalt-Programmes des Auswärtigen Amtes der Bundesrepublik Deutschland finanziert und in Kooperation mit dem Institut für Bauforschung der Hochschule RheinMain von einem deutsch-israelischen Restauratorenteam durchgeführt. Im September 2016 führte Kuhnen die inzwischen siebte Grabungskampagne in Khirbat al-Minya durch. Kuhnen entdeckte Hinweise auf einen mittelalterlichen Zuckerrohranbau und zugehörige Siedeöfen zur Herstellung von Zucker.

## Die Prachtausstattung der Palastanlage

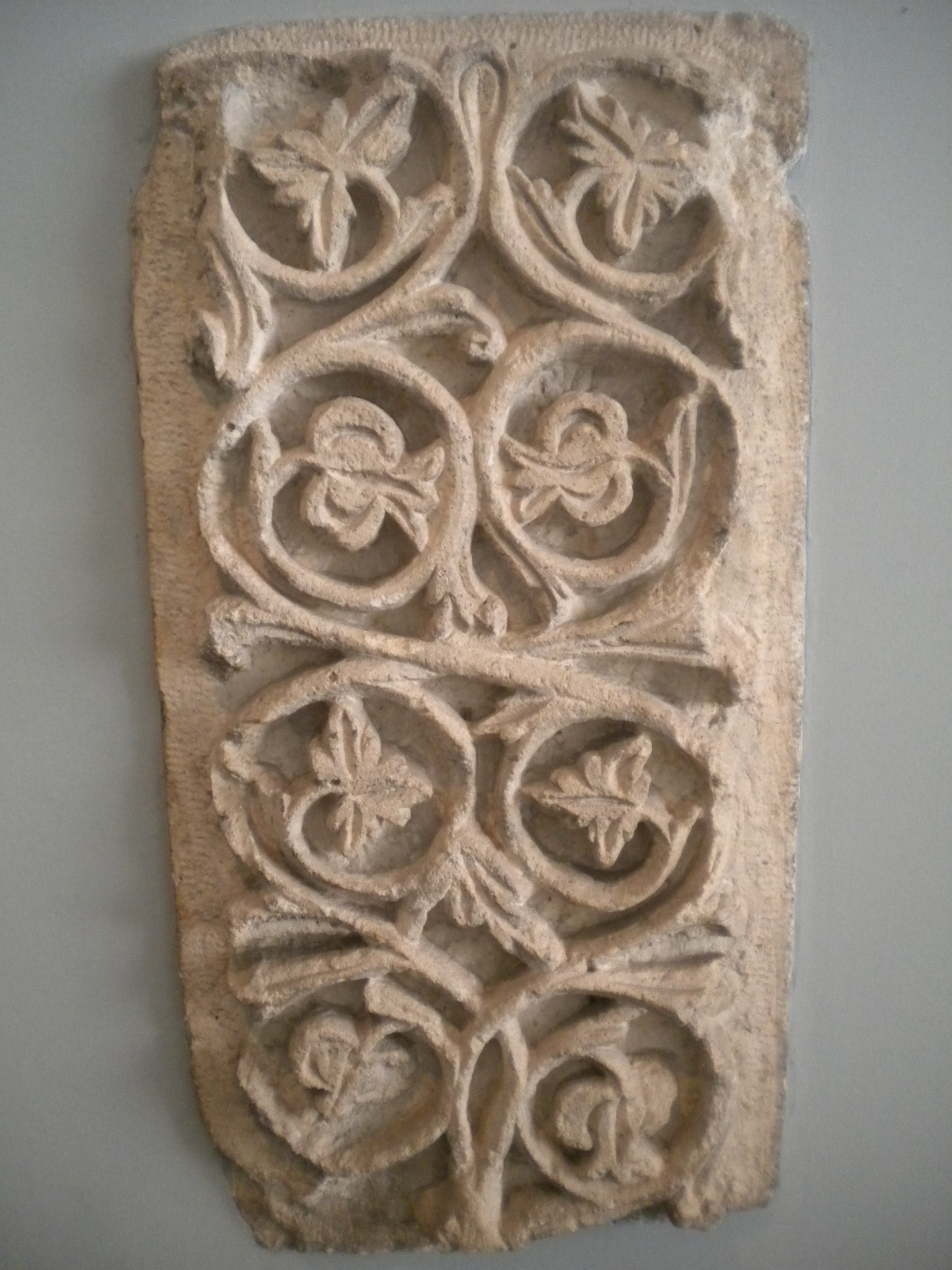
Reichverziertes Dekorelement aus Marmor

Bereits die frühen Grabungskampagnen zeigten, dass es sich in Khirbat al-Minya um eine Palastanlage mit reicher Prachtausstattung gehandelt haben musste. So war schon das Hauptportal mit einem reich ornamentierten Steindekor ausgestattet. Im sogenannten „Thronsaal“ befand sich ein weißer Marmorfußboden. Die Wände waren bis zu einer Höhe von 2 Metern mit Marmor verkleidet. Dazu gehörten ornamentierte Marmorreliefplatten, die im Grund farbig bemalt oder mit einer Farbpaste gefüllt waren. Solche Marmorreliefplatten wurden auch im Nordtrakt gefunden. Darüber befanden sich farbenprächtige Wandmosaike. Die Fußbodenmosaike im „Palastbezirk“ waren allesamt mit rein ornamentalem Dekor verziert, welche teppichartige Flechtmuster verschiedener Art bildeten. Weiterhin wurden in Khirbat al-Minya marmorne Säulenreste und Kapitelle, Fenstergitter aus Stuck und Glaseinlagen sowie mindestens ein Raum mit einer ornamentalen Stuckverkleidung gefunden.

## Datierung
Hatte Mader zu Beginn der Erforschung von Khirbat al-Minya aufgrund der römisch anmutenden Anlage angenommen, es hier mit einem spätantiken Verteidigungsbau zu tun zu haben, wurde spätestens mit Aufdeckung der in den Palast integrierten Moschee durch Puttrich-Reignard in der dritten Grabungskampagne deutlich, dass es sich hier um einen frühislamischen Kalifenpalast handeln musste. Der formale Vergleich des Grundrisses und der Architekturformen mit anderen Bauten führt zu dem Schluss, dass es sich um eine Anlage aus der Zeit der Herrschaft der Kalifendynastie der Umayyaden (661–750) handeln muss.
Zur Datierung der Palastanlage lassen sich weitere Argumente hinzuziehen. Zunächst ist da eine schon von Schneider entdeckte Bauinschrift zu nennen. Der Marmorblock wies eine dreizeilige arabische Inschrift auf, die nach einer Übersetzung durch Ernst Kühnel von 1937 besagt:
Im Namen Gottes, des barmherzigen Erbarmers. / Die befahl (zu errichten) der Knecht Gottes al-Walid, / Fürst der Gläubigen, … unter der Leitung des Abdallah, Sohne des…
Nach Ansicht von Kühnel und Puttrich-Reignard handelte es sich bei dem genannten Herrscher um den Kalifen al-Walid I., welcher von 705 bis 715 regierte. Mit diesem Fund schien die Datierung geklärt, doch widersprach Alfons Maria Schneider dieser Ansicht. Da er den Bau für vorislamisch hielt, ordnete er die Inschrift einer späteren Umbauphase zu, in welcher auch die Moschee errichtet worden sei. Seiner Ansicht nach sei der Marmorblock schlecht bearbeitet und passe nicht in die prunkvolle Toranlage aus graugelblichen Kalkstein. Markus Ritter hat die Inschrift erneut untersucht und darauf hingewiesen, dass offen bleiben muss, ob al-Walid I. oder der spätere Kalif al-Walid II. gemeint ist, der in den Jahren 743 und 744 herrschte. Die Verwendung von älterem Spolienmarmor ist demnach aber auch in andern umayyadischen Bauten anzutreffen, Form und Text sind mit anderen umayyadischen Bauinschriften vergleichbar. Eine Rekonstruktion des abgebrochenen Inschriftensteines spricht Ritter zufolge dafür, dass dieser nicht am Portal, wo er gefunden wurde, sondern ursprünglich über dem äußeren Eingang zur Moschee verbaut war.
Weitere Datierungsansätze bieten die in den Ausgrabungen gefundenen umayyadischen Münzen und die von Franziska Bloch durchgeführte Aufarbeitung der unglasierten Keramik. Sie teilte das Material in acht verschiedene Warengruppen ein, wobei die ersten vier als gewöhnliche Gebrauchskeramik der umayyadischen Zeit und die Waren 6 bis 8 als typische Keramik der Zeit ab dem 12. Jahrhundert angesehen werden können. Von besonderer Bedeutung ist hier die fünfte Keramikgruppe, die sogenannte Cream Ware. Diese wird in die Zeit ab dem Ende des 8. bis zum 10. Jahrhundert eingeordnet. Dieser Fundanalyse nach ist eine Weiternutzung unter den Abbasiden nach 750 belegt.

## UNESCO-Weltkulturerbe
Im Jahr 2000 schlug die israelische Antikenverwaltung Khirbat al-Minya für die Aufnahme auf die Liste des UNESCO-Weltkulturerbes vor. Die Bewerbung scheiterte an einer unzureichenden Präsentation des Fundplatzes.